# Jean Aurenche
Jean Auranche (Pierrelatte, 11 settembre 1903 – Bandol, 29 settembre 1992) è stato uno sceneggiatore francese, autore di oltre ottanta sceneggiature, ha collaborato coi principali registi francesi del ventesimo secolo.

## Biografia
Negli anni trenta lavora come pubblicitario, entrando in contatto con gli artisti surrealisti francesi dell'epoca; la sorella, Marie Berthe, sposerà in seguito Max Ernst. Amico di Jean Anouilh e Jacques Prévert che conoscerà frequentando la compagnia "Gruppo d'Ottobre", inizia la sua attività nel mondo cinematografico scrivendo una sceneggiatura per il fratello di Jacques, Pierre. Negli anni collabora con il gruppo legato alla Nouvelle Vague ed infine col regista Bertrand Tavernier.

## Filmografia
- Monsieur Cordon, regia di Pierre Prévert (1933)
- Bufera d'amore (Le Ruisseau), regia di Maurice Lehmann e Claude Autant-Lara (1938)
- Albergo Nord (Hôtel du Nord), regia di Marcel Carné (1938)
- Défense d'aimer, regia di Richard Pottier (1942)
- Evasione (Douce), regia di Claude Autant-Lara (1943)
- Rondini in volo (Les Petites du quai aux fleurs), regia di Marc Allégret (1944)
- Sinfonia pastorale (La Symphonie Pastorale), regia di Jean Delannoy (1946)
- Il diavolo in corpo (Le diable au corps), regia di Claude Autant-Lara (1947)
- Le mura di Malapaga (Au delà des grilles), regia di René Clément (1949)
- Dio ha bisogno degli uomini (Dieu a besoin des hommes), regia di Jean Delannoy (1950)
- Arriva Fra' Cristoforo... (L'auberge rouge), regia di Claude Autant-Lara (1951)
- Giochi proibiti (Jeux interdits), regia di René Clément (1952)
- I sette peccati capitali, registi vari (1952)
- Gli orgogliosi (Les orgueilleux), regia di Yves Allégret (1953)
- Santarellina (Mam Zelle Nitouche), regia di Yves Allégret (1954)
- L'uomo e il diavolo (Le rouge et le noir), regia di Claude Autant-Lara (1954)
- Gervaise, regia di René Clément (1956)
- La traversata di Parigi (La Traversée de Paris), regia di Claude Autant-Lara (1956)
- Notre-Dame de Paris, regia di Jean Delannoy (1956)
- La ragazza del peccato (En cas de malheur), regia di Claude Autant-Lara (1958)
- Femmina ((La femme et le pantin), regia di Julien Duvivier (1959)
- Furore di vivere (Le chemin des écoliers), regia di Michel Boisrond (1959)
- La giumenta verde (La jument verte), regia di Claude Autant-Lara (1959)
- L'appuntamento (Le rendez-vous), regia di Jean Delannoy (1961)
- I celebri amori di Enrico IV (Vive Henri IV... vive l'amour!), regia di Claude Autant-Lara (1961)
- Non uccidere (Tu ne tueras point), regia di Claude Autant-Lara (1961)
- La pila della Peppa (Le magot de Josefa), regia di Claude Autant-Lara (1963)
- Venere imperiale, regia di Jean Delannoy (1963)
- Le amicizie particolari (Les Amitiés particulières), regia di Jean Delannoy (1964)
- Umorismo in nero (Humour noir), registi vari (1965)
- Parigi brucia? (Paris brûle-t-il?), regia di René Clément (1966)
- L'amore attraverso i secoli (Le plus vieux métier du monde), registi vari (1967)
- L'orologiaio di Saint-Paul (L'horloger de Saint-Paul), regia di Bertrand Tavernier (1974)
- Che la festa cominci... (Que la fête commence), regia di Bertrand Tavernier (1975)
- Il giudice e l'assassino (Le Juge et l'Assassin), regia di Bertrand Tavernier (1976)
- Colpo di spugna (Coup de torchon), regia di Bertrand Tavernier (1981)
- La storia vera della signora dalle camelie, regia di Mauro Bolognini (1981)
- L'Étoile du Nord, regia di Pierre Granier-Deferre (1982)

## Riconoscimenti

### Premio César
- 1976 - Migliore sceneggiatura per Che la festa cominci...
- 1977 - Migliore sceneggiatura per Il giudice e l'assassino
- 1982 - Candidatura alla migliore sceneggiatura per Colpo di spugna
- 1983 - Migliore sceneggiatura per L'Étoile du Nord